# Chlorochaeta rectilineata
Chlorochaeta rectilineata là một loài bướm đêm trong họ Geometridae.